# Scat
Pour les articles homonymes, voir Scat (homonymie).
Le scat est un courant de jazz vocal à base d'improvisation musicale, de simples syllabes, d'onomatopées rythmiques, ou d'imitations vocales d'instruments de musique, de style « Diga Diga Doo... » en guise de paroles (variante des vocalises, autre forme de jazz vocal qui, lui, fait des reprises vocales de solos instrumentaux auxquels sont adaptées des paroles). Louis Armstrong et Ella Fitzgerald en sont deux des icônes majeures de l'histoire du jazz.

## Histoire

### Origines
Le scat serait issu des origines de l'histoire du jazz des années 1900 à La Nouvelle-Orléans en Louisiane, avec les Early jazz, et jazz Nouvelle-Orléans, et du gospel plus ancien, où entre autres Jelly Roll Morton affirme le chanter avec Tony Jackson en 1905, et ou Don Redman et Cliff Edwards enregistrent quelques premiers titres.

### Heebie Jeebieset succès

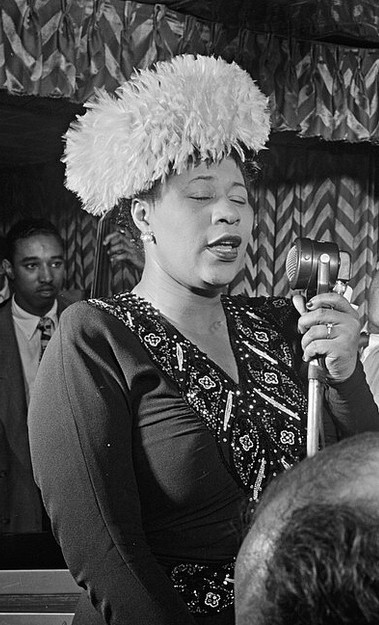
Ella Fitzgerald (1947) une des icônes de l'improvisation scat de l’histoire du jazz.

Louis Armstrong enregistre au début de sa carrière le disque 78 tours Heebie Jeebies, le 23 juin 1926, avec son quintette Hot Five chez Okeh Records de Chicago. Ses partitions seraient alors accidentellement tombées et se seraient éparpillées au milieu de l'enregistrement du disque, et, ne connaissant pas les paroles par cœur, il aurait enchaîné avec une improvisation, avec sa célèbre voix, composée de simples syllabes et onomatopées rythmiques humoristiques à base de « Dip Dop Doo... » typiques de sa Nouvelle-Orléans natale,,, un des premiers succès de sa longue carrière de légende, qui marque l'histoire du jazz à titre de création et premier grand succès médiatique historique et emblématique du jazz vocal « scat ». « À ce moment précis, l'instant où Louis laissa tomber ce bout de papier et donna libre cours à son génie d'improvisation, il marqua le début d'une mode musicale qui allait faire fureur et devenir partie intégrante de la culture américaine, au même titre que Mickey Mouse ou Coca-Cola. Tous les brailleurs de « hi-de-ho », « vo-de-o-do » et de « boop-boop-a-doo » qui surgirent par la suite dans tout le pays [...] ne réussirent pour la plupart qu'une pâle imitation commerciale de ce que Louis avait fait spontanément et avec un sens musical parfait. ». Satchmo raconte lui-même cet épisode dans My Musical Autobiography, enregistrée en 1957-1958. L'immense succès populaire de son disque (un de ses premiers succès, vendu à près de 40 000 exemplaires aux États-Unis et dans le monde[réf. nécessaire]) marque le premier grand succès médiatique de cette technique de jazz vocal « scat », reprise avec un important succès populaire par de nombreux jazzmen de l'Ère du jazz de l'époque, dont en particulier Duke Ellington, Cab Calloway, Dizzy Gillespie, Ella Fitzgerald, ou Billie Holiday,.
Charlie Chaplin interprète une variante de scat avec le « charabia » de sa chanson Titine  de Charlot, dans son film Les Temps modernes de 1936, lorsque Charlot perd les faux poignets de chemise sur lesquels la jeune femme (sa femme Paulette Goddard) avait écrit les paroles de sa chanson (prémices du faux allemand mais vrai charabia hurlé des discours exaltés du « Dictateur » Hynkel).
La chanson I Wanna Be Loved by You de 1928 est également une interprétation de scat, reprise notamment par Marilyn Monroe dans le film Certains l'aiment chaud, où elle intègre le célèbre pou pou pidou chanté par Betty Boop au début des années 1930.

### Développements ultérieurs

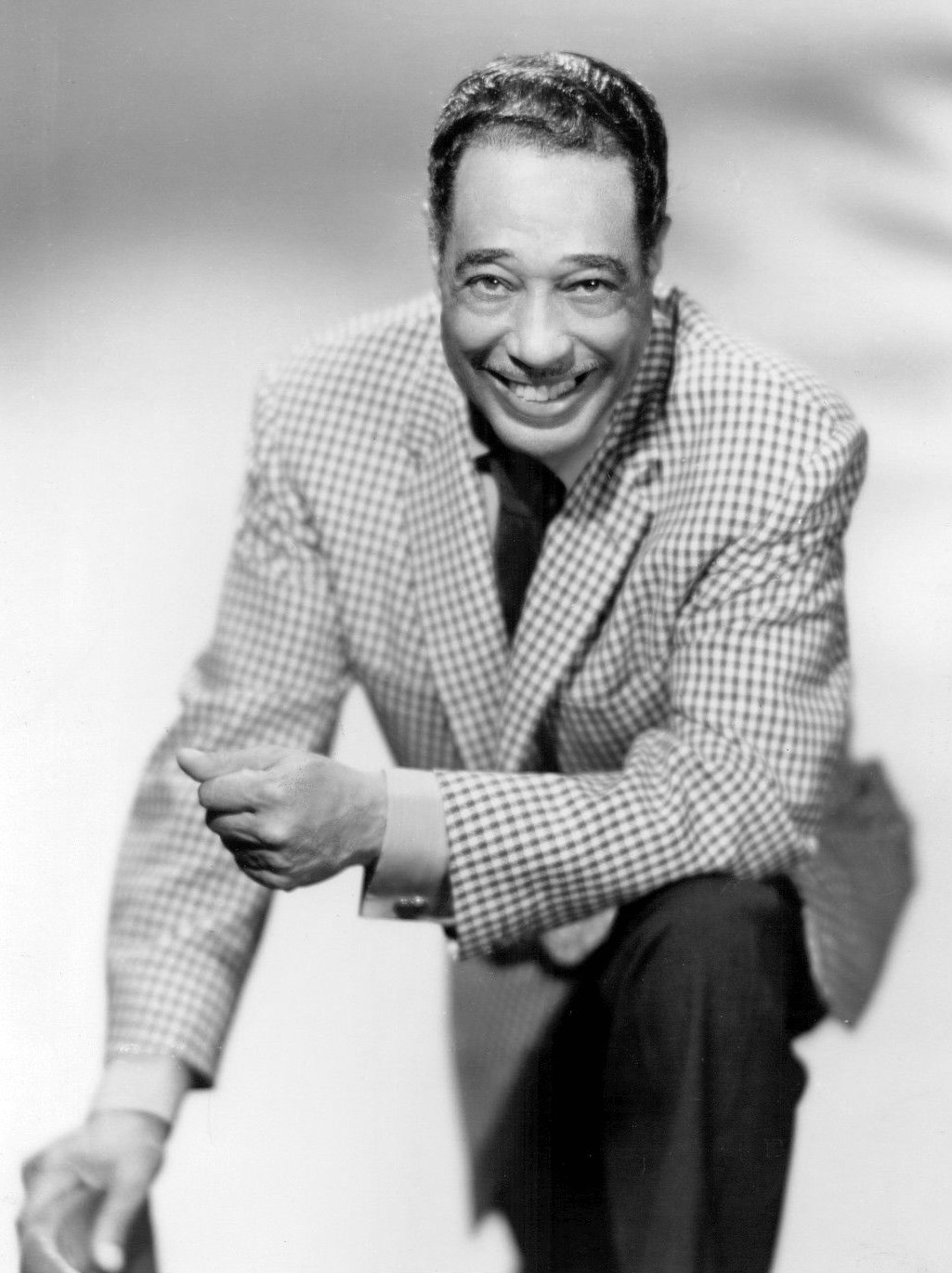
Diga Diga Doo, ou It Don't Mean a Thing (If It Ain't Got That Swing) de Duke Ellington (1932) en duo avec Ella Fitzgerald...

La chanson Be-Bop-A-Lula, chantée par Gene Vincent en 1956 est également un exemple notoire de scat. Anita O'Day a été également une interprète de scat, par exemple dans Tea for Two, Four Brothers, enregistrement Live In Tokyo 63 (Kayo Stereophonics 2007), et Sweet Georgia Brown (Jazz On A Summer Day Newport 1958). Ella Fitzgerald est une des principales icônes de l'improvisation scat, avec de nombreux titres de son important répertoire.
Cab Calloway est un célèbre interprète de scat, avec des succès tels que Minnie the Moocher (1931) et son célèbre « Ha-Dee Ha-Dee Ha Dee-Ha, Hi-dee hi-dee hi-dee hi, Whoa-a-a-a-ah, Hee-dee-hee-dee-hee-dee-hee... » ou Zaz-Zuh-Zaz, ou The Scat Song. Louis Armstrong et Danny Kaye ont enregistré un duo de scat remarquable dans l'interprétation de When the Saints Go Marching In du film Millionnaire de cinq sous en 1959. En France, Michel Legrand et France Gall à leurs débuts ont remarquablement illustré le genre.
Dans le film d'animation Les Aristochats de Walt Disney Company en 1970, les chats copains de O'Malley, dont le « chef de bande » s'appelle justement Scat Cat, se déchaînent en scat dans une ou deux scènes. Le jeu de mots entre cat (signifiant « chat » en anglais) et scat étant utilisé dans l'air Everybody wants to be a [s]cat (Tout le monde veut devenir un cat). Dans un autre film d'animation Disney, Le Livre de la jungle de 1967, le « Roi des singes » interprète la célèbre scène musicale de scat Être un homme comme vous avec ses choristes (interprétée par Louis Prima, dans la V.O.). 
Le fondateur du groupe Magma, Christian Vander, également célèbre pour son utilisation d'une langue inventée, le kobaïen, a parfois recours au scat, par exemple dans le morceau « Zëss », composé dans les années 1970, jamais enregistré en studio, mais qu'on peut entendre sur le DVD Mythes et Légendes : Epok IV enregistré au Triton, à Paris, en 2005. Dans « Öhst » (Félicité Thösz, 2012) kobaïen et scat sont parfois difficiles à dissocier. Dès les années 1970, Christian Vander avait l'habitude de ponctuer de scat aux éléments très brefs ses solos de batteries comme dans « Korüsz XXVI » (Bourges 1979, 1979). Toujours en France, la chanteuse Anne Ducros développe un art du scat très personnel tout en restant dans la grande tradition d'Ella Fitzgerald et de Sarah Vaughan.

### Depuis les années 1990

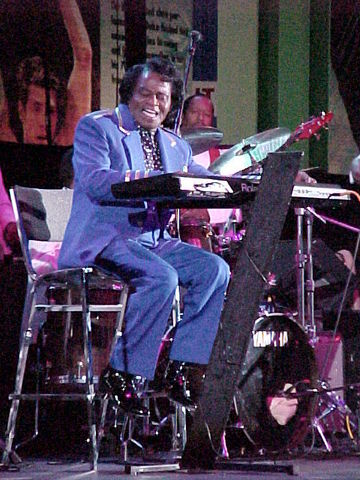
The Old Landmark, du pasteur W. Herbert Brewster, interprétée par James Brown, dans le film Les Blues Brothers, de John Landis en 1980.

Le scat retrouve son succès auprès du grand public, en fin d'année 1994, par le pianiste et chanteur John Larkin, sous le pseudonyme de Scatman, qui a été pendant quelques semaines une vedette du Top 50 avec son hit Scatman (Ski Ba Bop Ba Dop Bop). Il a reçu à sa mort le surnom de King of Scat.
Le groupe KoЯn utilise du scat dans certaines chansons, notamment dans la chanson Twist, introduction de l'album Life Is Peachy ou encore dans Freak on a Leash, single de l'album Follow The Leader. À noter aussi la chanson Le Scat de Michel Jonasz, où le scat est bien sûr le thème de la chanson, mais de plus constitue la plus grande part du morceau.
On peut aussi considérer le hit 2010 We No Speak Americano de Yolanda Be Cool et DCUP comme utilisant le scat, entre autres, avec de la techno et des cuivres.

## Interprètes notables
Ils comprennent (chez les chanteurs) : Louis Armstrong, Duke Ellington, Cab Calloway, Dizzy Gillespie, Bing Crosby, Chet Baker,  Charlie Chaplin, Bernard Lubat, André Minvielle, Gene Vincent, Henri Salvador, Daniel Huck, Michel Legrand, Michel Jonasz, Robert Wyatt, et Scatman John. Chez les chanteuses : Ella Fitzgerald, Aretha Franklin, France Gall, Billie Holiday, Marilyn Monroe, Sarah Vaughan.

## Interprétations d'anthologie
- 1926 : Heebie Jeebies, de Louis Armstrong (premier grand succès scat de l'histoire du jazz)[11].
- 1928 : Diga Diga Doo, de Duke Ellington.
- 1931 : Minnie the Moocher, de Cab Calloway[12]
- 1932 : It Don't Mean a Thing (If It Ain't Got That Swing), de Duke Ellington, en duo avec Ella Fitzgerald[13].
- 1949 : The Old Landmark, du pasteur W. Herbert Brewster (en).
- 1956 : Be-Bop-A-Lula, de Gene Vincent.

## Filmographie
- 1936 : Les Temps modernes, de Charlie Chaplin, chanson Titine en « charabia » de Charlot[10].
- 1956 : Millionnaire de cinq sous, de Melville Shavelson, chanson When the Saints Go Marching In, de Louis Armstrong et Danny Kaye.
- 1959 : Certains l'aiment chaud, de Billy Wilder, chanson I Wanna Be Loved by You, de Marilyn Monroe[14].
- 1967 : Le Livre de la jungle de Walt Disney, chanson Être un homme comme vous, du roi des singes (interprétée par Louis Prima).
- 1970 : Les Aristochats, dessin animé de Walt Disney Company, chanson Tout le monde veut devenir un [s]cat...
- 1980 : Les Blues Brothers, de John Landis, chanson The Old Landmark, du pasteur W. Herbert Brewster (en), interprétée par James Brown[15], et Minnie the Moocher, par Cab Calloway.